# Supersonic
Vous lisez un « article de qualité » labellisé en 2023.
Pour le magazine, voir Supersonic (magazine).
Pour l’article ayant un titre homophone, voir Supersonique.
Singles de Oasis
Rock 'n' Roll Star
Pistes de Definitely Maybe
Columbia Bring it on Down
Supersonic est une chanson du groupe de rock anglais Oasis écrite et composée par Noel Gallagher. Enregistrée au Pink Museum Studio à Liverpool le 19 décembre 1993 lors de la même session que Bring it on Down, la chanson est publiée en single le 11 avril 1994 au Royaume-Uni sous le label Creation Records, puis le 11 septembre de la même année aux États-Unis, avec les morceaux Take Me Away, I Will Believe et Columbia. Il s'agit du premier single sorti par Oasis, extrait de son premier album Definitely Maybe.
Produite par Oasis et leur ingénieur du son, Mark Coyle, Supersonic voit le jour à l'issue d'une session d'enregistrement de trois jours, destinée à enregistrer le premier single du groupe, Bring it on Down. Les séances étant infructueuses, Oasis fait un bœuf en guise d'échauffement lors de la dernière journée d'enregistrement. Tony Griffiths, membre des Real People, présent lors de cette improvisation, conseille au groupe de travailler ce morceau, sentant qu'il a le potentiel d'un titre à succès. Noel Gallagher s'isole à l'arrière du studio et écrit les paroles en trente minutes. Celles-ci sont une accumulation de phrases décousues, faisant notamment référence aux Beatles, aux quelques jours que passe Gallagher à Liverpool, ou encore, au rottweiler Elsa présente dans le studio. Le riff principal, tout comme le vidéoclip, est un clin d'œil aux Beatles, mais aussi à la ville de Manchester, d'où sont originaires les frères Gallagher.
Supersonic est bien accueilli par la critique musicale et atteint la 31e place du UK Singles Chart et le 11e rang du Billboard Modern Rock Tracks. La chanson contribue à la notoriété naissante d'Oasis au Royaume-Uni et à l'étranger.

## Genèse

### Contexte
En mai 1993, après plus d'un an de concerts, de répétitions et l'enregistrement d'une démo, Live Demonstration, contenant Cloudburst, Columbia, D'yer Wanna Be a Spaceman?, Strange Thing, Bring It On Down, Married With Children, Fade Away et Rock'N'Roll Star, Oasis est invité à jouer un concert à Glasgow, au King Tut's Wah Wah Hut, par les Sister Lovers, avec qui ils partagent leur salle de répétition. Ils sont alors repérés par Alan McGee, copropriétaire de Creation Records, présent pour voir 18 Wheeler, l'un des groupes du label. McGee leur propose un contrat d'enregistrement pour six singles, qu'ils ne signent que plusieurs mois plus tard, le 22 octobre 1993. Sony, par l'intermédiaire d'Epic Records, gère les droits du groupe pour le reste du monde,.

### Écriture et composition
Supersonic est composé et enregistré en une seule journée, le 19 décembre 1993, au Pink Museum Studio à Liverpool,,. Il est produit par Oasis et leur ingénieur du son, Mark Coyle. Noel Gallagher affirme en 2004, dans le documentaire There We Were, Now Here We Are, à l'occasion du dixième anniversaire de Definitely Maybe, avoir écrit la chanson en une demi-heure, pendant que les autres membres du groupe prenaient une pause durant l'enregistrement du single pour manger un plat chinois à emporter : il est resté à l'arrière du studio d'enregistrement pour travailler sur son riff de guitare et a achevé l'écriture de la chanson avant leur retour,. En 2008, il déclare avoir intitulé cette chanson ainsi car elle a été composée en seulement dix minutes alors qu'il avait pris de la cocaïne. Le guitariste Paul « Bonehead » Arthus explique : « Noel était juste assis là avec la guitare et il a juste écrit la musique, ça fera l'affaire, puis il a écrit les paroles, n'importe quels putain de vieux mots et il est revenu dans la pièce avec nous, avec sa guitare et il a dit : "Écoute, je viens d'écrire une autre chanson". Il a commencé à la chanter et nous l'avons mixée ce soir-là, rapidement, parce que c'est ce que nous faisions tous les soirs sur le Boardwalk, vous savez, et c'était énorme, absolument énorme »,.
D'après Noel Gallagher, Supersonic est le seul single d'Oasis à avoir été écrit en studio, après qu'une autre chanson, Bring it Down, ait été mise de côté. Bien qu'il soit crédité comme l'unique auteur-compositeur, il révèle dans There We Were, Now Here We Are que Bonehead et le bassiste Paul « Guigsy » McGuigan l'ont aidé à écrire les accords,. En 2010, le batteur Tony McCarroll écrit dans son livre The Truth: my life as Oasis's drummer : « Je sais que Noel est le principal auteur-compositeur d'Oasis, mais il y a eu de nombreux cas comme celui-ci où le groupe dans son ensemble — et The Real People aussi — faisait partie intégrante de la composition d'une chanson »,. McCarroll raconte également que Noel ne voulait pas créditer les frères Chris et Tony Griffiths des Real People en tant que coproducteurs de Supersonic ou présenter le groupe lui-même en tant qu'invité sur une future performance d'Oasis. Cela a mené à une altercation verbale entre Noel et son frère Liam Gallagher ainsi qu'à des problèmes constants avec le reste des membres du groupe.

## Enregistrement

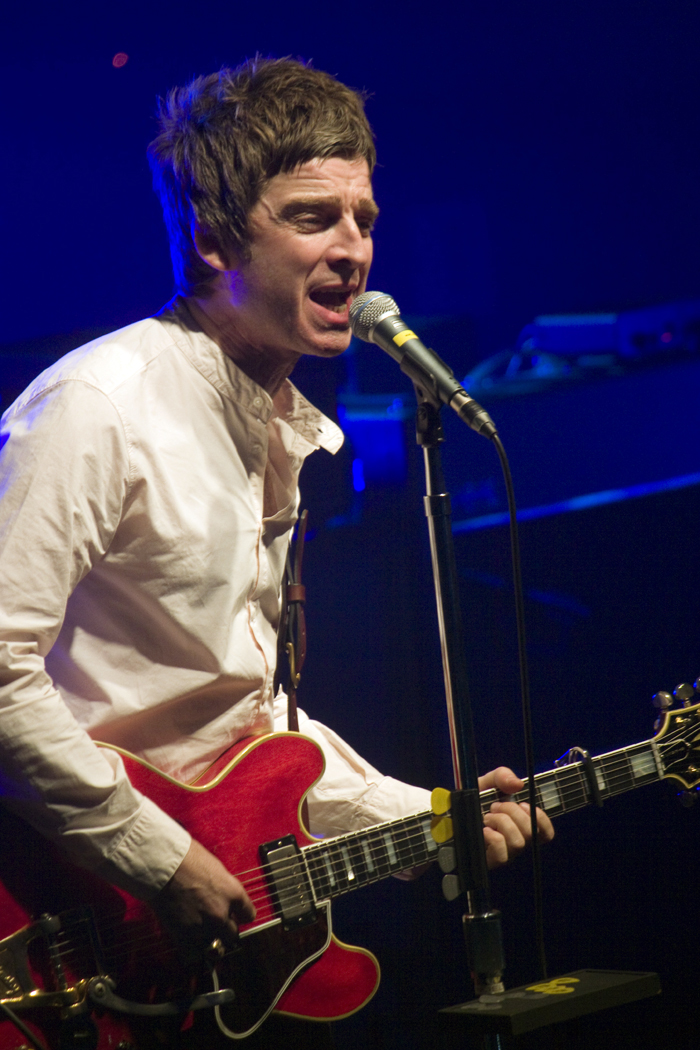
Noel Gallagher (ici en 2009), l'auteur-compositeur de Supersonic.

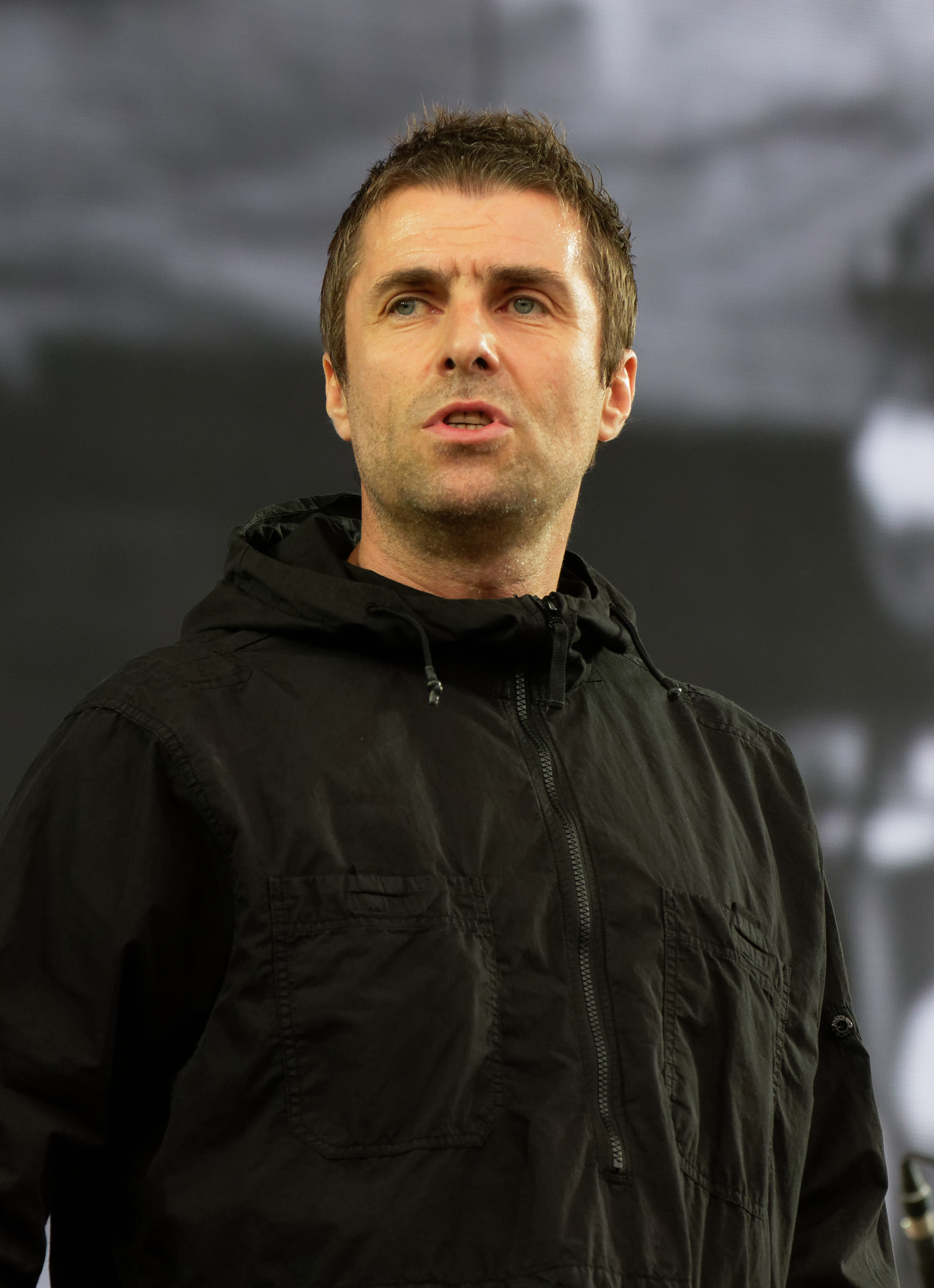
Liam Gallagher (ici en 2018), l'interprète de Supersonic.

Après une courte tournée locale avec The Verve, Oasis se produit au Krazy House à Liverpool, en première partie des Real People, le 16 décembre 1993. Après ce concert, à la demande d'Alan McGee, le propriétaire de Creation Records, le groupe réserve des séances d'enregistrement au Pink Museum Studio avec Mark Coyle et l'ingénieur du son Dave Scott pour quelques jours, au prix de 300 livres sterling par jour, pour enregistrer Bring It on Down, prévu pour être le premier single d'Oasis,,,. Cependant, selon Noel Gallagher, l'enregistrement de cette chanson est abandonné à cause d'un désaccord sur le jeu de batterie de McCarroll. Il déclare : « Il deviendrait évident que la session n'a pas marché car notre batteur à l'époque n'était pas le plus constant d'une putain de mesure à l'autre, encore moins d'un jour à l'autre »,,.
David Scott rapporte qu'Oasis a tenté d'enregistrer, sans réel entrain, une version studio de I Will Believe, avant de la rejeter, car celle-ci sonnait comme une chanson indie pop du début des années 1980. Scott décrit plus tard cette version comme une « merde de shoegaze ». Après plusieurs essais d'enregistrement infructueux de I Will Believe et une pause, Noel Gallagher écrit une nouvelle chanson, Take Me Away, en moins de cinq minutes, et l'enregistre acoustiquement en une seule prise, sur un quart d'heure. Noel joue d'une guitare acoustique Epiphone avec un verre d'une demi-pinte, créant un son de guitare slide que Mark Coyle a réenregistré à l'aide d'un Roland Space Echo, avant que David Scott ne mixe la piste en cinq minutes.
Le dernier jour de l'enregistrement, Oasis fait un bœuf en guise d'échauffement avant d'enregistrer Bring It on Down, improvisation qui donne finalement naissance à Supersonic,. La session de jam débute avec Tony McCarroll jouant un rythme lent de batterie, rapidement suivi par Bonehead à la guitare rythmique et par Liam Gallagher au tambourin. Noel les rejoint en jouant une mélodie de guitare. Pendant ce temps, Scott demande aux frères Griffiths, présents aux séances, de donner des conseils musicaux et techniques à Oasis,. Au lieu d'enregistrer des chansons de la face B, Tony Griffiths, qui écoute cette improvisation, leur suggère de la développer car elle a le potentiel d'un single à succès,,.
Après cette suggestion, Noel s'isole à l'arrière du studio d'enregistrement, boit un verre de gin tonic et écrit rapidement les paroles, puis le groupe enregistre Supersonic. Pour cela, David Scott doit supprimer une prise de I Will Believe parce qu'il n'avait pas de cassette de rechange. Noel joue d'une guitare Gibson Les Paul via un amplificateur combo Watkins Dominator MKIII. Pour la guitare principale de Noel, Scott place un amplificateur dans la salle en pierre du studio avec des microphones rapprochés et en accélérant légèrement la bande pour épaissir le son de la guitare sur la piste. Après une pause, Scott demande à Noel de refaire une prise, après avoir légèrement désaccordé sa guitare, car le son initial était « un peu trop rock ». Bonehead accompagne Noel trente secondes plus tard avec une guitare Gibson SG appartenant à Scott et un amplificateur Marshall JCM900 détenu par Chris Griffiths. Lors du mixage, Scott retire les charlestons de McCarroll pour enregistrer des morceaux de tambourin et de claquements de mains,.
Une fois les pistes d'accompagnement enregistrées, Liam Gallagher enregistre les paroles de la chanson en une seule prise, guidé par Tony Griffiths. Scott ajoute sur la voix de Liam un effet de réverbération à l'aide d'un Lexicon PCM70 et un delay grâce à un TC Electronic TC-2290. Tony fait les chœurs de la chanson en cinq couches, influencés par le style de chœurs des Beatles,,.
Selon Dave Scott, Supersonic est enregistré et mixé en onze heures, tandis que Noel Gallagher affirme qu'il a fallu huit heures,. Bien qu'il s'agisse d'une maquette, la chanson n'est jamais réenregistrée, contrairement à d'autres morceaux de l'album Definitely Maybe, que son producteur, Owen Morris, a fait retravailler. Une fois l'enregistrement terminé, la chanson est présentée comme un potentiel single alternatif à Bring It on Down à Alan McGee, qui est impressionné. Ce dernier tenait un verre de whisky coca à la main et l'a renversé sur son pantalon en jeans en s'asseyant sur son fauteuil. Noel Gallagher raconte, à propos de cette anecdote, que McGee « était si impressionné par notre performance qu'il s'est renversé une bouteille entière de Jack Daniel's »,,. Selon le disc-jockey de la tournée, Phil Smith, la production de cette chanson a coûté 100 livres sterling.

## Caractéristiques artistiques

### Musique
Supersonic est une chanson au style musical rock, britpop et rock alternatif, avec des éléments de musiqué néo-psychédélique et de grunge américain,,,,,. Le chant rappelle celui du groupe Blur, tandis que les riffs de guitare sont « brefs mais fracassants » et le refrain est une « mélodie entraînante »,. Avec Live Forever, également présente dans l'album Definitely Maybe, le rythme rock de base de Supersonic rappelle la musique du début des années 1970. Les guitares en cascade de la chanson sont inspirées de la chanson Pretty Vacant en Sex Pistols de 1977, et on retrouve l'influence de groupes comme que les Who, les Rolling Stones, les Beatles et les Stone Roses.

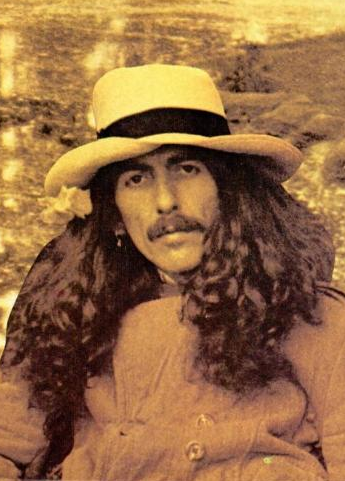
Le riff principal de Supersonic ressemble à celui d'ouverture de My Sweet Lord de George Harrison (ici en 1971).

La chanson est jouée en fa dièse mineur avec un tempo de 104 battements par minute. Comme pour Bring It on Down, la séquence d'accords de puissance de Supersonic s'inspire fortement de l'album Nevermind de Nirvana, sorti en 1991 et considéré par Noel Gallagher comme l'un des meilleurs albums de rock. Selon Alex Niven, Noel Gallagher s'est inspiré des techniques de jeu de guitare de Kurt Cobain, notamment celles de Smells Like Teen Spirit et Come as You Are de Nevermind, en y ajoutant des effets de phaser afin de produire un son de guitare « tourbillonnant et sous-marin ».
Supersonic débute par un petit solo de batterie joué par Tony McCarroll, suivi d'un riff de guitare arpégé joué par Noel Gallagher,. L'introduction de la chanson, en solo de batterie, est accompagnée par Noel, grattant son plectre le long des cordes de sa guitare, pour créer un effet pick slide, inspiré de l'introduction de The Intruder, de Peter Gabriel, même si le son est « légèrement différent et plus rapide ». Le solo de guitare de Noel Gallagher ressemble beaucoup au riff d'ouverture de My Sweet Lord de George Harrison, sorti en 1970, avec une harmonie de guitare légèrement différente. Cependant, Noel explique que ce riff lui est venu spontanément au moment de composer la chanson, sans chercher délibérément à imiter celui de Harrison,.

### Paroles

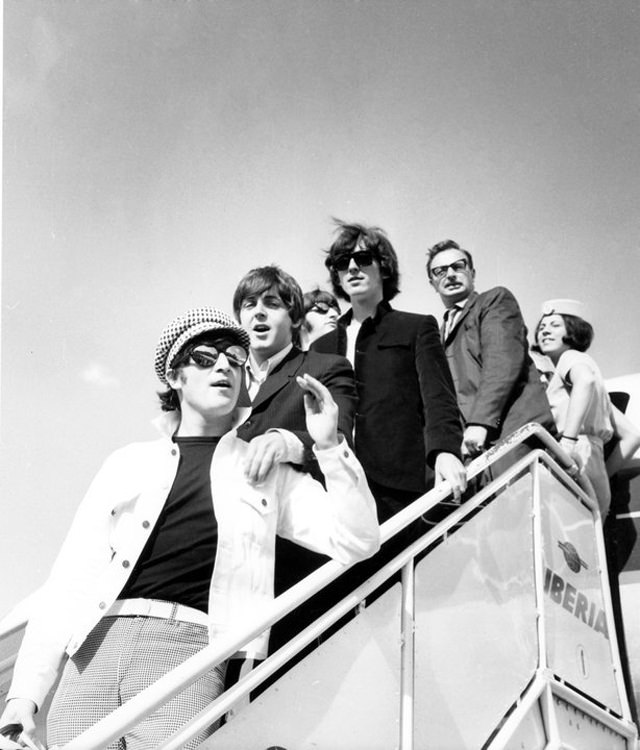
Plusieurs références aux Beatles (ici en 1965) se trouvent dans les paroles et le clip de Supersonic.

Les paroles de Supersonic, d'une « simplicité radicale », sont souvent considérées comme une accumulation de phrases comiques, absurdes et sans aucun sens, avec des rimes et allusions humoristiques dans plusieurs vers tout au long de la chanson, au constructeur automobile BMW, au Big Issue, un journal de rue anglais, ou encore à l'Alka-Seltzer, un antiacide effervescent.
Les paroles sont « simplistes » et représentent un hymne à la confiance en soi, notamment au début de la chanson. Arun Starkey, du site spécialisé Far Out, décrit Supersonic comme « un appel aux armes triomphant pour ceux qui veulent l'autodétermination ». À l'image de Cigarettes and Alcohol, autre titre de l'album Definitely Maybe, l'alcoolisme est un thème évoqué dans Supersonic : « I'm feeling supersonic / Give me gin and tonic ». Ce vers fait référence au fait que Dave Scott ait donné à Noel Gallagher un verre de gin tonic, au lieu du whisky ou de la bière qui lui causent des maux de tête. Il reflète également l'allégresse, l'arrogance et l'espièglerie qui caractérisent les titres d'Oasis. La chanson mentionne divers véhicules, dont des voitures, des trains, des hélicoptères et des sous-marins,. Ce dernier est d'ailleurs le premier clin d'œil d'Oasis à leurs idoles, les Beatles, avec les paroles « You can sail with me in my yellow submarine », qui font référence à la chanson Yellow Submarine de 1966 et au film éponyme de 1968. Certaines paroles sont inspirées des quelques jours que Noel Gallagher passe à Liverpool pour l'enregistrement du single. Par exemple, le vers « Can I ride with you in your BMW? » fait référence à la voiture de Tony Griffiths.
Noel explique qu'Elsa, le rottweiler de Dave Scott, âgé de neuf ans, souffrant d'encombrement gastrique après avoir léché de la cocaïne accidentellement tombée par terre et qui se cachait sous la table de mixage pendant que le groupe travaillait en studio, est la principale source d'inspiration d'écriture pour Supersonic, d'où les paroles « I know a girl called Elsa / She's into Alka-Seltzer »,,,. Néanmoins, même après que Noel a révélé qui était réellement Elsa, certaines groupies d'Oasis portant ce prénom ont continué à affirmer qu'elles ont inspiré la chanson. Certains commentateurs avancent que la chanson aborde la prostitution des adolescentes, ce que dément Noel Gallagher : « Un soir, une fille est venue me voir pour me demander si Supersonic parlait de prostitution… Je ne pense pas avoir été sans voix beaucoup de fois dans ma vie, mais c'en était une. Elsa est un putain de rottweiler, c'est un gros chien puant. Elle était convaincue que ça parlait de prostitution, et je lui ai dit qu'elle avait aussi raison. Ce sont généralement les paroliers qui vous diront ce que les mots veulent dire. Ce n'est pas le cas, les mots ne veulent rien dire pour personne. C'est la mélodie dont vous vous souvenez. Nous sifflons tous des airs ; c'est toujours une question de mélodie, et c'est ce que je fais »,,,.

### Interprètes
Sauf mention contraire, les crédits proviennent de la pochette du single sorti en 1994 :
| - Musiciens : - Liam Gallagher — chant, tambourin - Noel Gallagher — guitare principale - Paul Arthurs — guitare rythmique - Paul McGuigan — guitare basse - Tony McCarroll – batterie - Tony Griffiths – chœurs | - Personnel technique : - Oasis — producteur - Mark Coyle — producteur, mixeur - Dave Scott – ingénieur du son - Owen Morris – mastering (version album Definitely Maybe) - Vlado Meller – mastering (single américain) - Ian Cooper – remasterisation (réédition en 2014) | - Pochette : - Brian Cannon — conception et directeur artistique - Michael Spencer Jones — photographe |

## Parution

### Sortie et clips musicaux
Supersonic sort en single le 11 avril 1994 au Royaume-Uni sous le label Creation Records, le 14 juillet 1994 au Japon et le 11 septembre 1994 aux États-Unis sous le label Epic Records. La chanson est accompagnée en face B par les titres Take Me Away et un live de I Will Believe pour la sortie en format vinyle, tandis que la chanson Columbia est rajoutée à cet ensemble pour la sortie en format CD.
Le groupe a enregistré deux clips pour la chanson, un pour le Royaume-Uni et un autre pour les États-Unis. La version britannique montre le groupe jouant son titre sur un toit, comme les Beatles lors de leur concert sur le toit en 1969. Liam Gallagher y porte des lunettes similaires à celle de John Lennon. La vidéo comprend également plusieurs références à la ville de Manchester. Liam porte un blouson d'aviateur avec un col mouton, tandis que Noel est vêtu d'une chemise dont le col est boutonné jusqu'en haut. Ce style vestimentaire simple est censé rappeler celui des habitants des quartiers ouvriers de la ville. Enfin, la scène montrant les musiciens jouer au football est un clin d'œil à la passion des membres d'Oasis pour cette discipline, et en particulier pour le club de Manchester City.
Le clip à destination du public américain est tourné en octobre 1994, dans plusieurs endroits des États-Unis, et est décrit comme « un petit homme qui est tombé sur Terre ».

### Tournée promotionnelle
Le 27 janvier 1994, un concert est organisé au Water Rats, dans le quartier de King's Cross à Londres. Le concert, d'une durée de quarante minutes, se joue à guichets fermées, en présence d'invités issus de la presse, du monde de la musique et de fans de la première heure. 200 personnes souhaitant assister à la performance restent à l'extérieur. Oasis interprète Columbia, Bring It On Down, Shakermaker, Supersonic, Digsy's Dinner, Up In The Sky, Live Forever et I Am the Walrus,.
Supersonic est la chanson interprétée par Oasis lors de leur première apparition à la télévision, dans l'émission The Word, sur Channel 4, enregistrée le 18 mars 1994 et regardée par 2,5 millions de téléspectateurs. Ce passage télévisée accroît la notoriété du groupe, puisque la foule se presse pour assister à leur série de concerts étalée sur trois semaines dans le cadre de la promotion de la sortie de Supersonic, en première partie du groupe Whiteout. Cette tournée comprend un concert au 100 Club,,.

### Pochette
La photo de couverture de la pochette est prise en janvier 1994 au studio de Monnow Valley à Rockfield, alors qu'Oasis travaille sur l'enregistrement de leur premier album, Definitely Maybe,. Elle est réalisée par Brian Cannon, directeur artistique qui a notamment travaillé avec The Verve et considéré comme un bon designer pour Noel Gallagher, et par le photographe Michael Spencer Jones, qui a déjà travaillé avec Noel lorsqu'il accompagnait les Inspiral Carpets. Cannon demande aux membres du groupe de poser avec leur instrument et de prendre un air rebelle.
Cette photo cadrée en grand angle montre les membres d'Oasis, dans un studio faiblement éclairé, en pleine session d'enregistrement, debout parmi les guitares, les amplificateurs et les fils électriques. Paul Mathur décrit cette image comme une simple « photo de famille », à l'aspect neutre. Pour Paul Lester, elle donne l'image d'un groupe de rock 'n' roll classique, arborant une posture froide, une « vantardise délinquante, une insouciance qui frôlait l'arrogance, un riff simplement brutal et une aversion presque luddite aux avancées technologiques de la fin du XXe siècle ».

## Réception

### Réception critique
À sa sortie, Supersonic reçoit un accueil globalement positif de la part de la presse spécialisée. Keith Cameron, journaliste pour l'hebdomadaire spécialisé New Musical Express, lui décerne le titre de « chanson de la semaine ». Il loue « un modèle de vertu pop pour un premier single : trois minutes d'urgence décontractée, généreusement agrémentées de quatre mélodies ». Il applaudit un « super groupe de rock 'n' roll », si « incroyablement accompli dès le début » alors que leurs « illustres ancêtres se sont permis quelques tâtonnements avant d'atteindre ce pas fanfaron ». Il termine sa critique en qualifiant Take Me Away, présent sur la face B du single, de « douloureuse et belle ballade »,,.
Jack Rabid, pour le site spécialisé AllMusic, explique qu'en apparence, Oasis « mérite une réaction négative », car le groupe est originaire de Manchester, comme Happy Mondays, Primal Scream et les Stone Roses, qui n'étaient pas « si géniaux ». Néanmoins, le « refrain monstrueux surgit de nulle part » de Supersonic « sauve la situation », tout comme la voix de Noel Gallagher, qui rappelle les octaves de Guy Chadwick. En outre, Rabid salue la polyvalence d'Oasis, qui livre un Take Me Away « accoustique et peu impressionnant » et un I Will Believe au style post-punk « avec des accroches plus moyennes mais toujours bonnes ».
Peter Paphides, critique pour le magazine Melody Maker, décerne également à Supersonic le titre de « chanson de la semaine », mais écrit que « ce n'est peut-être pas une bonne idée pour un groupe d'avoir un son comme celui de Blur il y a quatre ans. Même Blur ne fait plus des sons comme il y a quatre ans ». Ce commentaire a fortement agacé Liam Gallagher et contribue à la rivalité entre ces deux groupes de rock,,.

### Réception commerciale
Supersonic s'est écoulé à 240 000 exemplaires au Royaume-Uni en octobre 2016, et à 25 000 unités au Japon en février 1995,. En septembre 2019, le single est certifié disque de platine au Royaume-Uni par la British Phonographic Industry pour avoir atteint les 600 000 copies vendues, en format physique et sur les plates-formes de streaming.
Dans les charts, Supersonic atteint la 31e place du UK Singles Chart la semaine du 23 avril 1994. Il s'agit de la plus faible position d'Oasis dans ce classement jusqu'à la parution de Half the World Away, qui obtient la 56e place en 2015. La chanson obtient la 3e place dès son entrée dans le UK Indie Chart la semaine du 30 avril 1994, derrière Always d'Erasure et The Most Beautiful Girl in the World de Prince. Un an plus tard, Supersonic réapparaît dans ce classement et atteint la 2e place le 1er juillet 1995, derrière A Girl Like You d'Edwyn Collins.
Supersonic est aussi le premier single d'Oasis à figurer dans les charts aux États-Unis,. La chanson fait son entrée à la 33e place du Billboard Modern Rock Tracks le 1er octobre 1994, puis culmine au 11e rang le 10 décembre, avant de disparaître du classement, après seize semaines, avec une 32e place, le 14 janvier 1995,,. Fin octobre 1994, Supersonic a été diffusé à 215 reprises sur 38 stations de radio américaines différentes et devient deux mois plus tard le morceau le plus joué sur la station WENZ à Cleveland. Il a également atteint la 38e place du Billboard Album Rock Tracks le 24 décembre 1994.
Supersonic atteint la 92e place du classement European Hot 100 Singles le 30 avril 1994. Le titre figure dans les charts d'autres pays, avec une 24e place en Irlande, le 35e rang en Écosse, la 33e place en France, la 28e place en Nouvelle-Zélande, le 122e rang en Australie et la 81e place au Japon,,,,,.

## Postérité et rééditions
Supersonic est réédité en 2000 au Royaume-Uni sous le propre label d'Oasis, Big Brother Recordings. La chanson est incluse dans les compilations des plus grands succès du groupe, Stop the Clocks en 2006 et Time Flies... 1994-2009 en 2010,. Le 19 avril 2014, le single Supersonic est remasterisé et réédité en vinyle, à l'occasion du Record Store Day.
En mai 2007, le magazine New Musical Express place Supersonic à la 25e place des cinquante meilleurs hymnes indie de tous les temps. En 2010, la radio britannique XFM réalise un sondage pour déterminer les 1 000 meilleures chansons de rock de tous les temps et Supersonic est arrivé en 65e position.
La chanson est incluse dans le film italien Il Divin Codino : L'art du but par Roberto Baggio, sorti en 2021.

## Liste des pistes
| 1. | Supersonic                  | 4:46 |
| 2. | Take Me Away                | 4:34 |
| 3. | I Will Believe (live)       | 3:46 |
| 4. | Columbia (demo white label) | 5:24 |

| 1. | Supersonic            | 4:46 |
| 2. | Take Me Away          | 4:34 |
| 3. | I Will Believe (live) | 3:46 |

| 1. | Supersonic   | 4:41 |
| 2. | Take Me Away | 4:29 |

| 1. | Supersonic | 4:43 |
| 2. | Slide Away | 6:32 |

| 1. | Supersonic                  | 4:42 |
| 2. | Shakermaker                 | 5:10 |
| 3. | Columbia (demo white label) | 5:26 |
| 4. | Alive (8-track demo)        | 3:57 |
| 5. | D'Yer Wanna Be a Spaceman?  | 2:41 |
| 6. | I Will Believe (live)       | 3:47 |

## Classements et certification
| Classement                     | Meilleure position |
| ------------------------------ | ------------------ |
| Australie (ARIA)               | 122                |
| Europe (Hot 100)               | 92                 |
| France (SNEP)                  | 33                 |
| Irlande (Irish Singles Chart)  | 31                 |
| Nouvelle-Zélande (RMNZ)        | 28                 |
| Royaume-Uni (UK Indie Chart)   | 2                  |
| États-Unis (Alternative Songs) | 11                 |
| États-Unis (Mainstream Rock)   | 38                 |

| Pays        | Compagnie | Certification |
| ----------- | --------- | ------------- |
| Royaume-Uni | BPI       | Platine       |

### Citations
1. ↑  « Noel's just sat there with the guitar and he just wrote the music, that will do, and then he wrote the words, any old fucking words and he came back in the room with us, with his guitar and he said, 'Look, I've just written another song.' He started singing it and we nailed it and mixed it that night, rapid, because that's what we'd been doing every night in the Boardwalk, you know, and it sounded massive, absolutely massive. »
2. ↑  « Now, I know that Noel is the main songwriter for Oasis, but there were many instances like this where the band as a whole – and The Real People too – were integral to the composition of a song. »
3. ↑  « It would become apparent that session didn't work because our drummer at the time wasn't the most consistent from one fucking bar to the next, never mind one day to the next. »
4. ↑  « Alan McGee was so excited by our performance that he poured a bottle of Jack Daniel's all over himself. »
5. ↑  « One night a girl came up to me and asked if Supersonic was about prostitution… I don't think I've been speechless many times in my life but, but that was one. Elsa's a fucking Rottweiler, it is a fat stinky dog. She was convinced it was about prostitution and I told her she was right as well. It's usually lyricists that will tell you that the words are fucking everything. They are not, the words don't mean shit to anybody. It's the melody is what you remember. We all whistle tunes; it's always about the melody, and that's what I do. »